# Colline Rossiter
La colline Rossiter (anglais : Rossiter Hill) est un sommet des collines Calédoniennes situé au Nouveau-Brunswick (Canada). Avec son altitude de 385 m, elle est le point culminant du parc national de Fundy. Aucun sentier ne se rend au sommet de la colline.

## Géologie
La colline Rossiter est composée de granodiorite du Néoprotérozoïque.